# كرايسلر كروس فاير
كرايسلر كروس فاير (بالإنجليزية: Chrysler Crossfire)‏ هي سيارة رياضية من صناعة كرايسلر أنتجت في 2003 وتوقف إنتاجها في 2007.